# Liste der denkmalgeschützten Objekte in Ruden (Kärnten)
Die Liste der denkmalgeschützten Objekte in Ruden enthält die 11 denkmalgeschützten, unbeweglichen Objekte der Gemeinde Ruden in Kärnten.

## Denkmäler
| Foto |                 | Denkmal                                                                                  | Standort                                         | Beschreibung | Metadaten |
| ---- | --------------- | ---------------------------------------------------------------------------------------- | ------------------------------------------------ | --- | --- |
| ja   | Datei hochladen | Kath. Filialkirche hll. Maria und Wolfgang am Lisnaberg HERIS-ID: 53907 Objekt-ID: 61998 | Kanaren Standort KG: Kraßnitz                    | Die spätbarocke Wallfahrtskirche wurde um 1800 errichtet. Der Westturm mit Zwiebelhelm und vorgestellter Eingangshalle wurde nach Beschädigung durch Blitzschlag (1971) wiederhergestellt. Die Gewölbemalereien (Marienleben) im Chor sind mit 1794 bezeichnet. Hochaltar und Seitenaltäre stammen etwa von 1770/1780. | BDA-Hist.: Q18022147 Status: § 2a Stand der BDA-Liste: 2025-06-30 Name: Kath. Filialkirche hll. Maria und Wolfgang am Lisnaberg GstNr.: .80/1 Kirche am Lisnaberg |
| ja   | Datei hochladen | Schlossanlage Lippitzbach HERIS-ID: 10615 Objekt-ID: 6675                                | Lippitzbach 1, 4 Standort KG: Kraßnitz           | Das zweigeschoßige fünfachsige Schloss mit klassizistisch-biedermeierlicher Fassadengestaltung wurde um 1820 erbaut. Etwa zwei Jahrzehnte danach wurde im Westen eine Kapelle mit zwei spitzbogigen Fenstern angebaut. | BDA-Hist.: Q1805223 Status: Bescheid Stand der BDA-Liste: 2025-06-30 Name: Schlossanlage Lippitzbach GstNr.: .53, .54, 397, 1145 Schloss Lippitzbach              |
| ja   | Datei hochladen | Hl.-Grabkapelle HERIS-ID: 39706 Objekt-ID: 39485                                         | nordwestlich Lippitzbach 2 Standort KG: Kraßnitz | Die 1864 errichtete Grabkapelle ist einer der frühesten neugotischen Bauten Kärntens. Der Rohziegelbau mit spitzbogigem Portal hat ein kreuzrippengewölbtes Inneres und Maßwerkfenster mit ornamentalen Glasmalereien. | BDA-Hist.: Q64765063 Status: Bescheid Stand der BDA-Liste: 2025-06-30 Name: Hl.-Grabkapelle GstNr.: .61 Grabkapelle Lippitzbach                                   |
| ja   | Datei hochladen | Kath. Filialkirche hl. Martin am Wallersberg HERIS-ID: 54742 Objekt-ID: 63128            | St. Martin Standort KG: Kraßnitz                 | Die kleine romanische Kirche mit eingezogenem quadratischem Chor wurde im 19. Jahrhundert nach Westen verlängert. Sie hat einen westlichen Dachreiter mit Zwiebelhelm und eine Vorlaube. Im Chor sind Reste gemalter Apostelkreuze aus dem 10./11. Jahrhundert. Der barocke Hochaltar von 1676 trägt spätgotische Statuen etwa von 1520. | BDA-Hist.: Q38062211 Status: § 2a Stand der BDA-Liste: 2025-06-30 Name: Kath. Filialkirche hl. Martin am Wallersberg GstNr.: .102 Kirche St Martin am Wallersberg |
| ja   | Datei hochladen | Straßenbrücke, Lippitzbachbrücke HERIS-ID: 68145 Objekt-ID: 81146                        | Lippitzbach Standort KG: Ruden                   | Die eiserne Fachwerkbrücke über die Drau wurde 1895/96 nach Plänen von Josef Clementschitsch erbaut. Die Eisenkonstruktion stammt von der Brückenbauanstalt Ignaz Gridl. Durch den Bau des Schwabegger Draukraftwerkes musste die Brücke zweimal angehoben werden. Die Parabelträger der Brücke ruhen auf gemauerten Widerlagern und Mittelpfeilern. Während der geschützte nördliche Teil der Brücke weitgehend erhalten ist, wurde der südliche Teil (auf dem Gebiet der Gemeinde Bleiburg) im Kärntner Abwehrkampf gesprengt und 1921/23 neu aufgebaut und steht nicht unter Denkmalschutz.                                                                                              | BDA-Hist.: Q96250928 Status: § 2a Stand der BDA-Liste: 2025-06-30 Name: Straßenbrücke, Lippitzbachbrücke GstNr.: 981/1, 976/2 Lippitzbachbrücke                   |
| ja   | Datei hochladen | Kath. Pfarrkirche hl. Maria Magdalena und Friedhof HERIS-ID: 54564 Objekt-ID: 62874      | Ruden Standort KG: Ruden                         | Die von einer Friedhofsmauer umgebene spätgotische Kirche hat an der Chor-Nordseite einen mächtigen Turm mit dreiteiligen Schallöffnungen und achtseitigem Spitzhelm. Der Chor aus der ersten Hälfte des 15. Jahrhunderts mit dreistufigen Strebepfeilern ist gegenüber dem Langhaus leicht eingezogen und wesentlich höher. Am Langhaus sind zweistufige Strebepfeiler, im Süden zweigeschoßige spätgotische Sakristei. Im Westen Vorlaube auf Mauerpfeilern. Das Langhaus ist kreuzrippengewölbt, der Chor sternrippengewölbt. Das Sakristeiportal ist profiliert mit einer Eisenplattentüre. Zur Einrichtung zählen drei barocke Altäre und eine gotische Schnitzfigur (Agnes, um 1410). | BDA-Hist.: Q1803179 Status: § 2a Stand der BDA-Liste: 2025-06-30 Name: Kath. Pfarrkirche hl. Maria Magdalena und Friedhof GstNr.: .13/1, 49 Pfarrkirche in Ruden  |
| ja   | Datei hochladen | Burgruine Weißenegg HERIS-ID: 35934 Objekt-ID: 34777                                     | östlich Ruden 1 Standort KG: Ruden               | Die Burgruine umfasst einen Rundturm aus dem 13. Jahrhundert mit bis zu zwei Metern dicken Mauern und die rechteckige Hauptburg, von deren Palas bis zu drei Geschoße erhalten sind. | BDA-Hist.: Q17310646 Status: Bescheid Stand der BDA-Liste: 2025-06-30 Name: Burgruine Weißenegg GstNr.: .111/1, .111/2 Ruine Weissenegg                           |
| ja   | Datei hochladen | Straßenbrücke, Tiefenbachbrücke, Teufelsbrücke HERIS-ID: 45759 Objekt-ID: 47188          | St. Nikolai Standort KG: Ruden                   | Die Teufelsbrücke ist eine 1857 von Franz Rödling errichtete Steingewölbebrücke. | BDA-Hist.: Q38017484 Status: § 2a Stand der BDA-Liste: 2025-06-30 Name: Straßenbrücke, Tiefenbachbrücke, Teufelsbrücke GstNr.: 979/2 Tiefenbachbrücke Ruden       |
| ja   | Datei hochladen | Kath. Pfarrkirche hl. Nikolaus HERIS-ID: 68171 Objekt-ID: 81174                          | bei St. Nikolai 10 Standort KG: Ruden            | Die kleine einfache Kirche mit südlichem gotischem Turm wurde 1827 nach Westen verlängert. Die Westempore ist südlich von außen begehbar. Im Turmerdgeschoß ist die kreuzgratgewölbte Sakristei. Hauptaltar und linker Seitenaltar stammen aus dem 19. Jahrhundert, der rechte Seitenaltar ist etwa von 1725. | BDA-Hist.: Q1386872 Status: § 2a Stand der BDA-Liste: 2025-06-30 Name: Kath. Pfarrkirche hl. Nikolaus GstNr.: .76 Pfarrkirche in St Nikolai                       |
| ja   | Datei hochladen | Kath. Filialkirche hl. Radegund HERIS-ID: 54769 Objekt-ID: 63164                         | St. Radegund Standort KG: Ruden                  | 1668 wurde die barocke Kirche über einem älteren Bau errichtet. Der Westturm trägt einen achtseitigen Spitzhelm. Malereien an den Schildwänden des kreuzgratgewölbten Chors sind mit 1907 bezeichnet. Hauptaltar, rechter Seitenaltar und Kanzel stammen aus dem 18. Jahrhundert. | BDA-Hist.: Q1413238 Status: § 2a Stand der BDA-Liste: 2025-06-30 Name: Kath. Filialkirche hl. Radegund GstNr.: .93                                                |
| ja   | Datei hochladen | Kath. Filialkirche hl. Michael HERIS-ID: 55039 Objekt-ID: 63522                          | Unternberg Standort KG: Unternberg               | Die kleine Kirche mit romanischem Langhaus und spätgotischem Chor bekam 1946 einen Dachreiter. In der Vorlaube ist eine spätgotische patronierte Flachdecke. Die gotischen Wandmalereien an der Westfassade zeigen hl. Christophorus und Erzengel Michael (nur Fragment). Am Hochaltar von 1700 sind zwei spätgotische Schnitzfiguren. | BDA-Hist.: Q38063449 Status: § 2a Stand der BDA-Liste: 2025-06-30 Name: Kath. Filialkirche hl. Michael GstNr.: .36 Filialkirche hl. Michael, Unternberg           |